# Han-sur-Lesse
Han-sur-Lesse ist ein Ort in der Provinz Namur der belgischen Region Wallonien, der vor allem für seine Tropfsteinhöhle bekannt ist. Die im Tal der Lesse gelegene, ehemals selbständige Gemeinde gehört heute zu Rochefort.

## Namensgebung

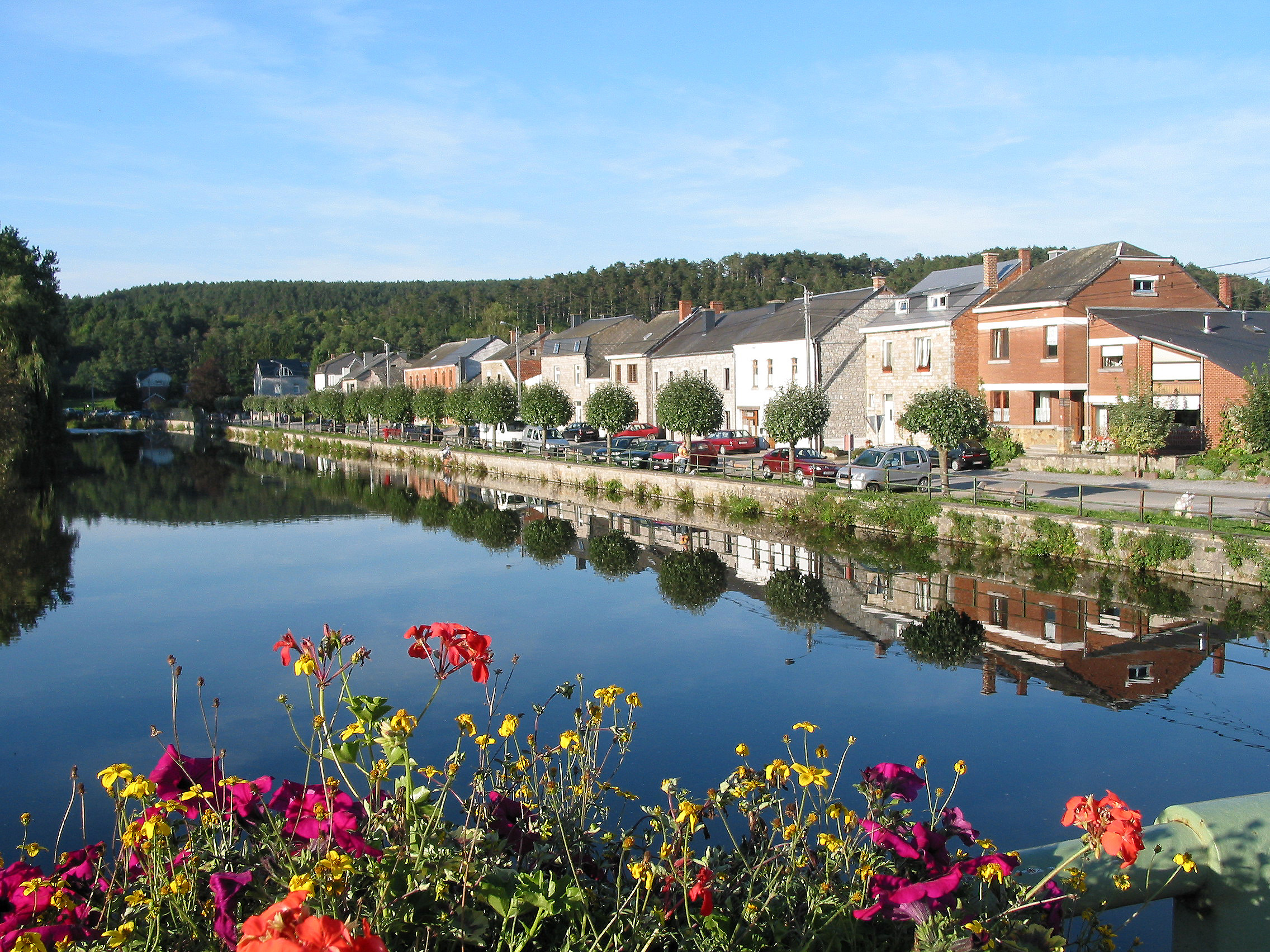
Blick über den Fluss Lesse

Im Jahr 1139 wurde das Dorf Ham in einer Urkunde genannt, ab 1266 Han Sur Lesche, entsprechend der Sprachwandlung des Flusses dann Han-Sur Lece (1465) und ab 1528 findet sich Ham lez in den Dokumenten.
Der Name Han entstand nach Ansicht der Geschichtsforscher aus dem Begriff Hameau, französisch für Weiler, kleiner Ort, über Ham bis Han. Und sur Lesse bedeutet am Fluss Lesse gelegen. Han oder Ham tragen noch viele weitere Ortschaften im Namen, die an einem Flussmäander liegen. Ein Mäander ist heute in Han-sur-Lesse nicht mehr zu finden, aber das Bett des Flusses wurde von diesem selbst bei Überschwemmungen immer neu geformt. Es windet sich jedoch noch um das Bergmassiv  Belvaux herum und verschwindet schließlich in dem ausgedehnten Höhlensystem.

## Allgemeines
Die Einwohner des Ortes nennen sich Ayets.
Seit dem Jahr 1974 ist in Han-sur-Lesse ein Luftbataillon der Belgischen Streitkräfte stationiert. Aus Anlass des 40. Jahrestages fand im Zentrum des Ortes und auf dem Platz am Höhlenausgang eine große Feier statt, bei der Hubschrauberflüge und auch Drachenfliegen im Angebot waren.

## Sehenswertes

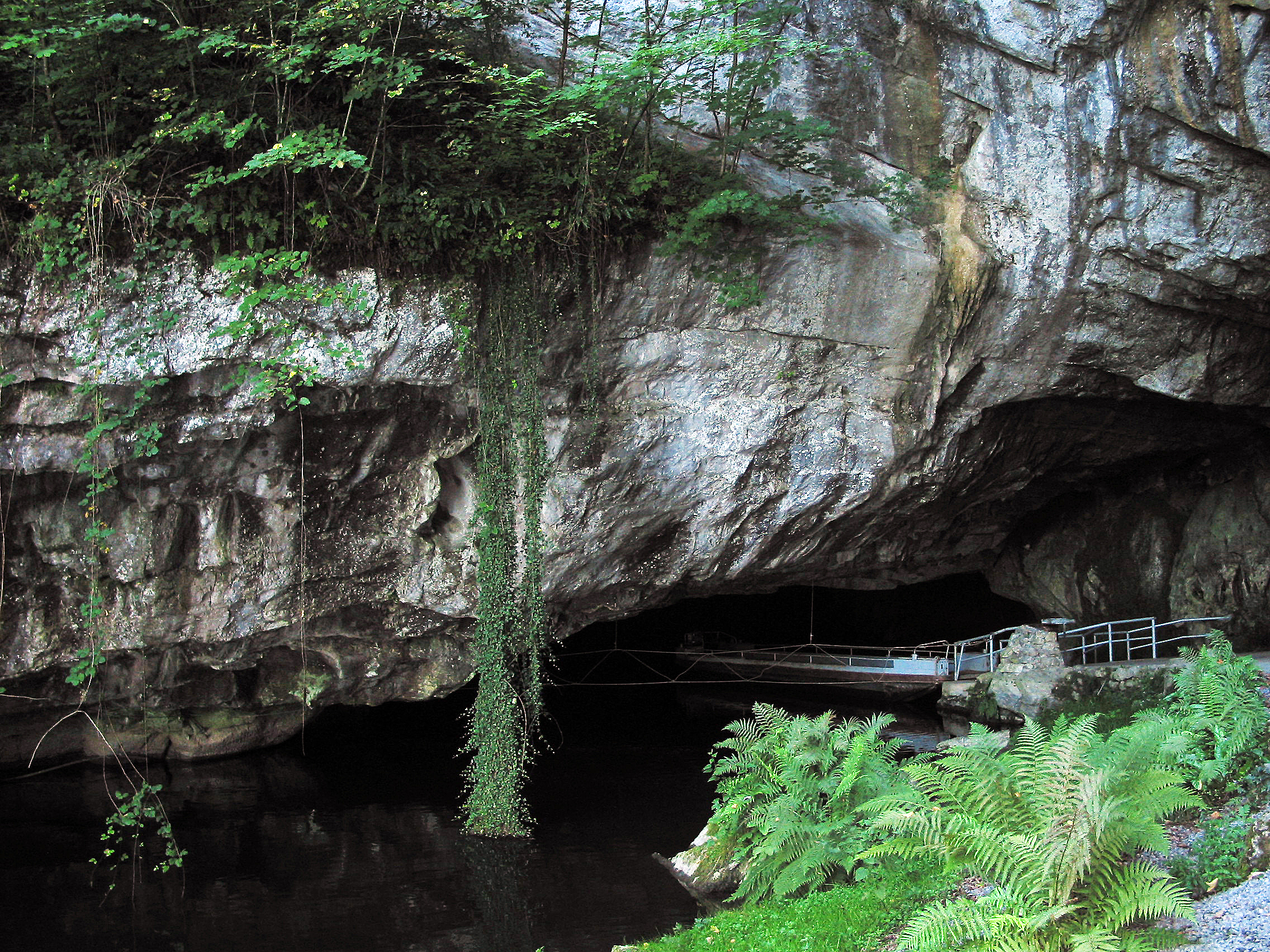
Der Wiederaustritt der Lesse aus den Grotten von Han

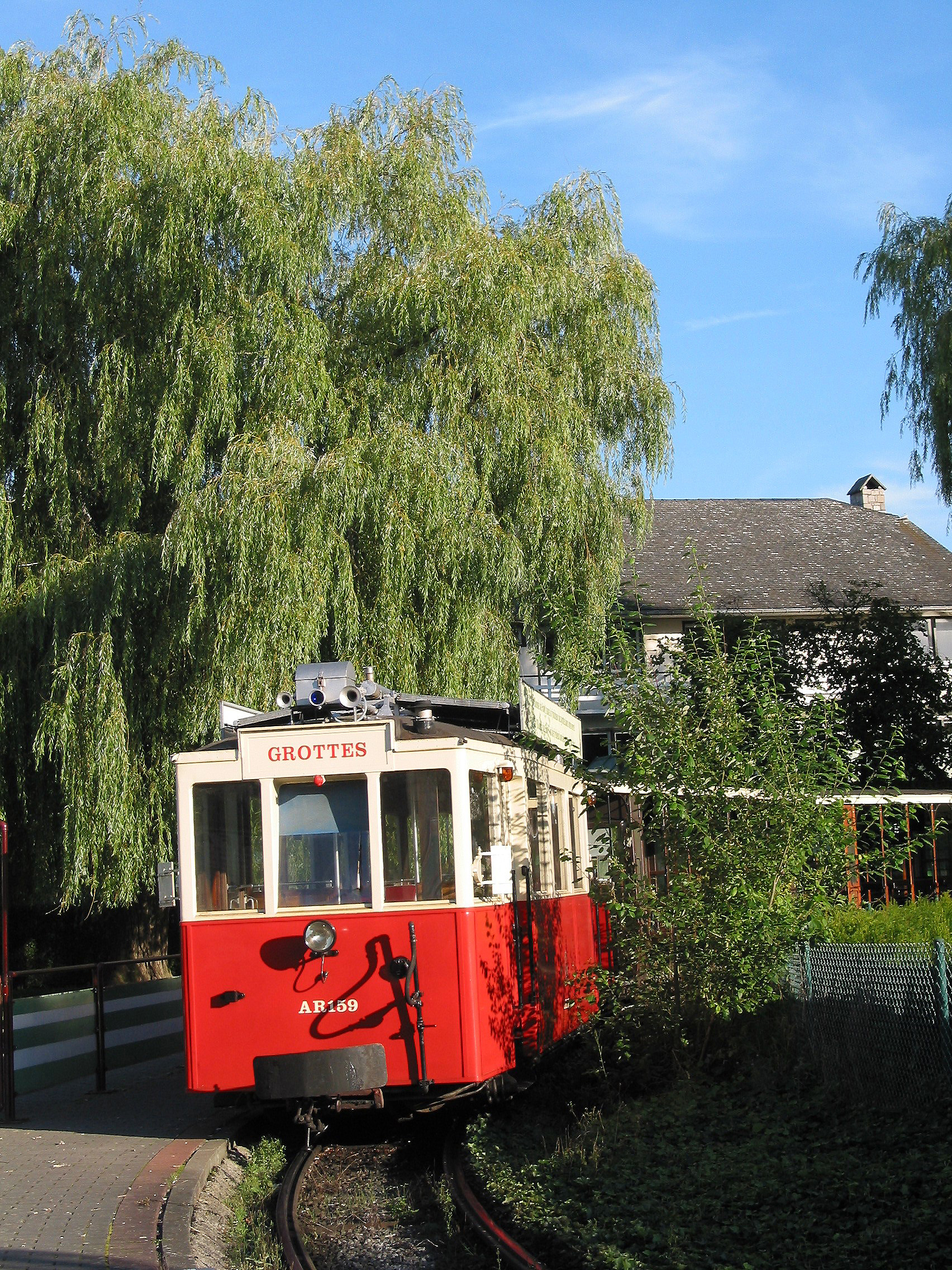
Straßenbahn zur Grotte

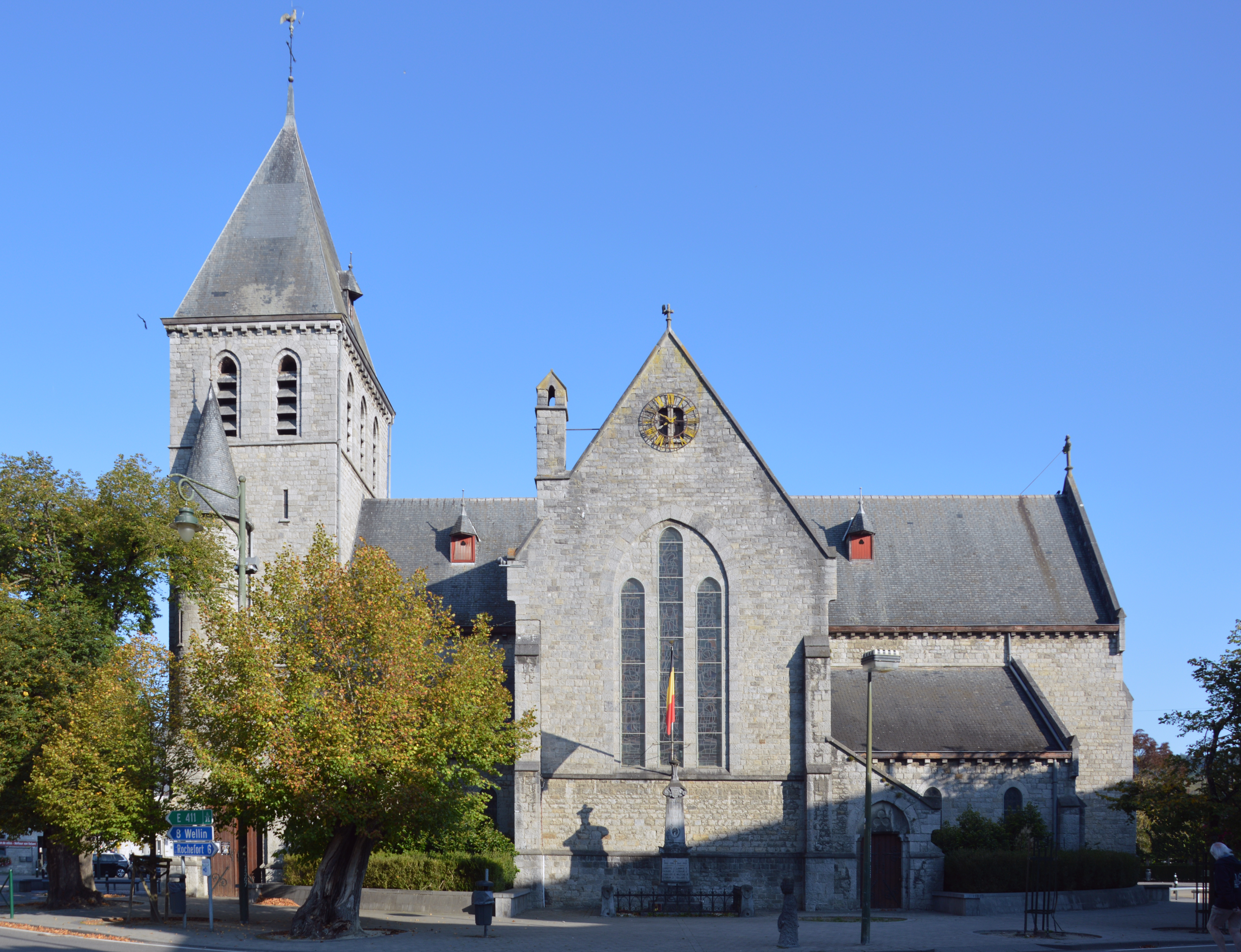
Kirche St. Hubert

Die Tropfsteinhöhle von Han-sur-Lesse ist ein touristischer Publikumsmagnet in Wallonien. Sie besitzt den größten natürlichen Felsensaal in Belgien, der zu einer Lichtinstallation für die Besuchergruppen genutzt wird. Aus dem Ortskern erreicht man den Grotteneingang bequem mittels der Straßenbahn, betrieben von der Nationalen Eisenbahngesellschaft. Daneben verkehren auch spezielle Kraftomnibusse mit bis zu zwei Anhängern.
Dominant im Ort selbst ist die Kirche St. Hubert, gebaut 1902/1903 im neogotischen Stil. Vor dem Eingang an der Hauptstraße wächst eine Linde, in die zahlreiche Nägel eingeschlagen wurden. Nach einem Aberglauben soll die Berührung oder das Aufhängen von Genesungswünschen eine Heilung bringen. Angeblich besonders wirksam sollen Zahnschmerzen  verschwinden.
Anstelle eines Rathauses gibt es das Dorfhaus (Maison de Village), das als Kulturhaus fungiert. Unter der Schirmherrschaft der Stadt Rochefort fanden hier Auftritte von Künstlern, Verbandstreffen, Familienfeiern und andere kulturelle Aktivitäten statt. Das Dorfhaus verfügt über eine Bühne, einen Mehrzweckraum für bis zu 200 Personen, eine Bar und eine modern ausgestattete Küche.
In der Rue Joseph Lamotte 3 befindet sich die kommunale Schule in einem kleinen Gebäudeensemble.
Entlang des namensgebenden Flusses sind einige gut erhaltene Wohnvillen gebaut worden. Außerdem unterhält Han-sur-Lesse seit 1970 einen Wildtierpark, für den an verschiedenen Stellen geworben wird.
Ebenfalls auf dem Place Théo Lannoy vor dem Kirchengebäude steht eine kleine kupferne Skulptur auf zwei kurzen Metallfüßen. Sie hat die Form einer aufgeplatzten Pflaume und zeigt im Inneren auf einer Seite einen Mann in Vorderansicht, auf der gegenüberliegenden Seite ist ein Bär modelliert. Man kann von außen durch die Figuren hindurchschauen oder fotografieren also „furchtlos einem Bären gegenüber treten“.
Neben Wanderungen sind bei Touristen auch Kanutouren auf der Lesse beliebt, welche von zahlreichen Kanuverleihen organisiert werden.